# Norbert M. Bikales
Pour les articles homonymes, voir Bikales.
Norbert M. Bikales (dit aussi Norbert Bikales) (7 janvier 1929, Berlin, Allemagne-) est un chimiste américain, né en Allemagne, de parents d'origine polonaise. Il survit à la Shoah en France, et épouse Gerda Bikales, qui est sauvée avec sa mère de la rafle de la rue Sainte-Catherine à Lyon, en février 1943, par Germaine Ribière, Juste parmi les Nations.

## Biographie
Norbert M. Bikales est né le 7 janvier 1929 à Berlin, en Allemagne. Il est le fils de Salomon et Bertha (Bander) Bikales.

### Seconde Guerre mondiale
Il est envoyé dans un sent Kindertransport en France en 1939, après la déportation de ses parents et de son frère vers la Pologne. Ses parents disparaissent à jamais.

### Après la guerre
Il immigre aux États-Unis en 1946.

### Famille
Il épouse Gerda Bikales, le 28 avril 1951. Ils ont deux enfants: Edward A. Bikales et Marguerite Sarlin Bikales.

## Honneurs
- Chevalier de l'ordre des Palmes académiques, 1993